# Pila (Buenos Aires)
Pour les articles homonymes, voir Pila.

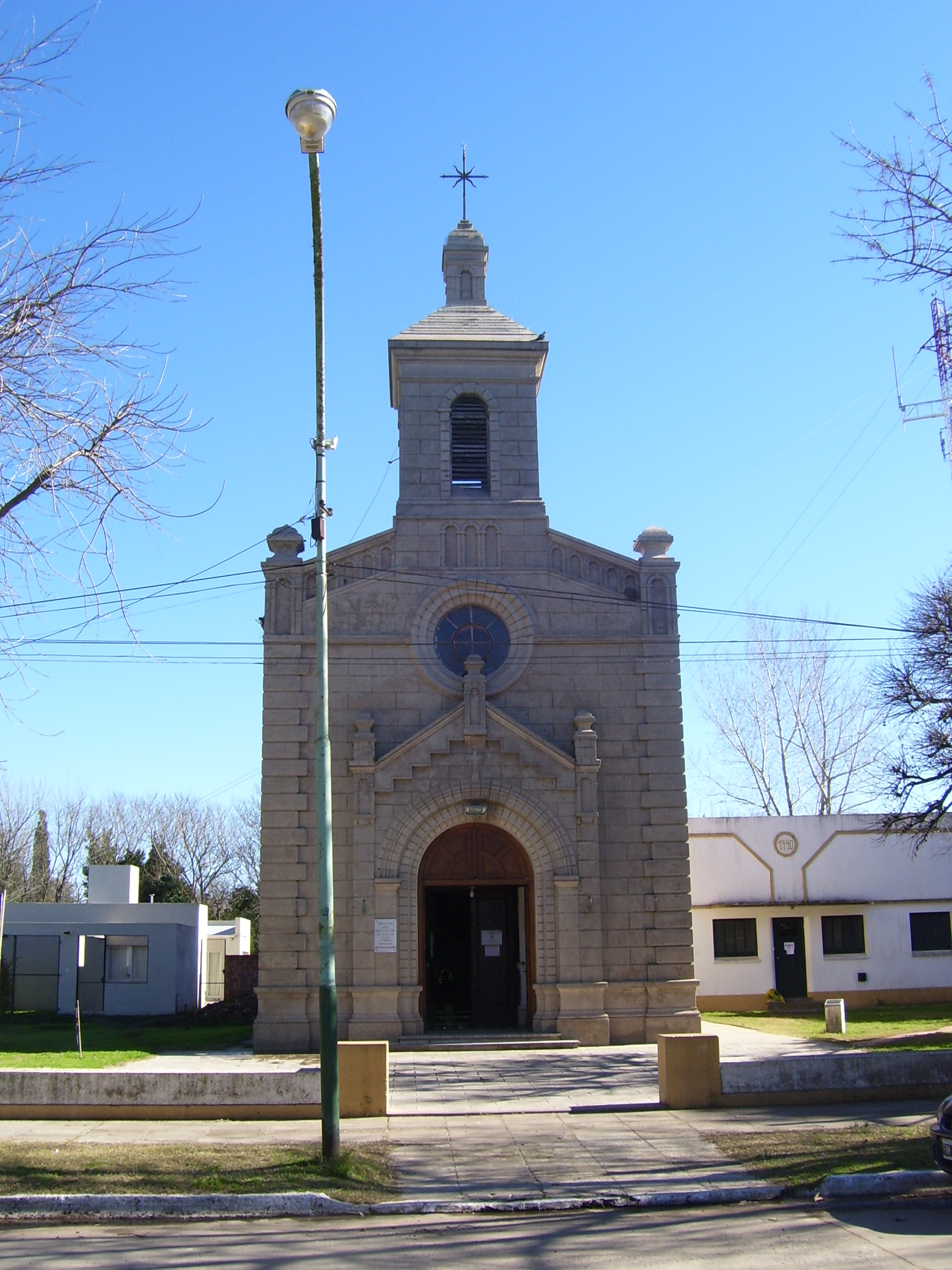
L'église paroissiale de Pila, province de Buenos Aires.

Pila est une localité argentine située dans le partido homonyme, dans la province de Buenos Aires.

## Démographie
La localité compte 2 502 habitants (Indec, 2010), ce qui représente un déclin de 20 % par rapport au précédent recensement qui comptait 2 085 habitants en 2001.

## Religion
| Diocèse  | Chascomús       |
| -------- | --------------- |
| Paroisse | Sagrado Corazón |